# Osieczna (gmina w województwie pomorskim)
Osieczna – gmina wiejska w województwie pomorskim, w powiecie starogardzkim. W latach 1975–1998 gmina położona była w województwie gdańskim.
W skład gminy wchodzi 8 sołectw: Długie, Klaniny, Duże Krówno, Osieczna, Osówek, Szlachta, Zdrójno, Zimne Zdroje
Siedziba gminy to Osieczna.
Według danych z 30 czerwca 2004 gminę zamieszkiwało 2756 osób.

## Struktura powierzchni
Według danych z roku 2005 gmina Osieczna ma obszar 123,26 km², w tym:
- użytki rolne: 18%
- użytki leśne: 76%

Gmina stanowi 9,16% powierzchni powiatu.

## Demografia

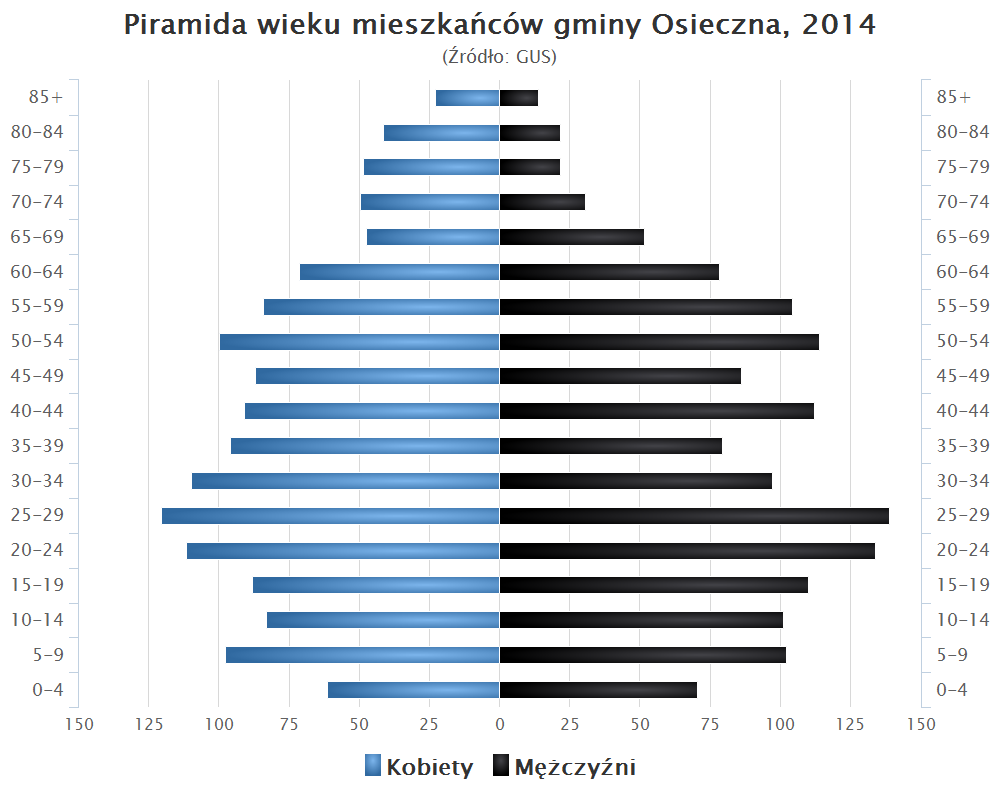
Piramida wieku mieszkańców gminy Osieczna w 2014 roku

Dane z 30 czerwca 2004:
| Opis                              | Ogółem | Ogółem | Kobiety | Kobiety | Mężczyźni | Mężczyźni |
| --------------------------------- | ------ | ------ | ------- | ------- | --------- | --------- |
| jednostka                         | osób   | %      | osób    | %       | osób      | %         |
| populacja                         | 2756   | 100    | 1371    | 49,7    | 1385      | 50,3      |
| gęstość zaludnienia (mieszk./km²) | 22,4   | 22,4   | 11,1    | 11,1    | 11,2      | 11,2      |

## Sąsiednie gminy
Czarna Woda, Czersk, Kaliska, Lubichowo, Osiek, Śliwice